# Sang Ndong
Sang Ndong – gambijski piłkarz i trener piłkarski.

## Kariera piłkarska

### Kariera klubowa
Występował w miejscowych klubach.

### Kariera reprezentacyjna
W latach 80. XX wieku bronił barw narodowej reprezentacji Gambii.

## Kariera trenerska
Po zakończeniu kariery piłkarskiej rozpoczął karierę szkoleniową. Najpierw ponad 10 lat trenował narodową reprezentację Gambii.
W 2006 jako główny trener Bandżul Hawks zdobył Puchar Gambii.